# Alain Monfort
Pour les articles homonymes, voir Monfort.
 (juin 2020).
Alain Monfort né le 22 janvier 1943 est un économiste et économètre français.

## Biographie
Alain Monfort est un ancien élève de l'école polytechnique (promotion 1963) et de l'École nationale de la statistique et de l'administration économique (ENSAE). Il a été inspecteur général de l'Institut national de la statistique et des études économiques et titulaire de la chaire de modélisation statistique du CNAM.
Il a occupé les fonctions de directeur du département de la recherche de l'INSEE, de directeur des études de l’ENSAE, de directeur du CREST (le centre de recherche qu’il a créé avec Christian Gouriéroux) et de titulaire de chaire au CNAM. Il a également fondé la revue Annals of Economics and Statistics et l’ADRES.
Il a participé aux comités de rédaction de nombreuses revues internationales, il a en particulier été co-éditeur de la revue Econometrica (1996-2000). Il a été nommé Fellow of the Econometric Society en 1985 et a assuré ensuite la présidence du comité de sélection des fellows.
Il a été professeur à l’ENSAE, à l’École polytechnique et au CNAM. Il a également enseigné dans diverses universités étrangères (Lausanne, Maastricht, Genève, Lugano, Venise).
Il est auteur ou co-auteur de nombreux livres et d’une centaine d’articles dans des revues internationales(voir la page personnelle du CREST).Il a notamment travaillé avec Jean-Jacques Laffont et Christian Gouriéroux.
Il a reçu le prix de la recherche en économétrie  décerné par la revue Econometric Theory (prix Koopmans) et a donné en 1994 l'Annual Lecture de la Cowles Commission organisée par l’université Yale.
Il est actuellement professeur émérite au CREST.

## Publications
- Cours de probabilités , Economica
- Séries temporelles et modèles dynamiques, Economica, avec Christian Gouriéroux
- Christian Gouriéroux et Alain Monfort, Statistique et modèles économétriques, vol. 1, Economica, 1995, 2e éd. (1re éd. 1989)
- Christian Gouriéroux et Alain Monfort, Statistique et modèles économétriques, vol. 2, Economica, 1995, 2e éd. (1re éd. 1989)
- Alain Monfort, Cours de statistique mathématique, Paris, éditions Economica, 1997, 333 p. (ISBN 2-7178-3217-3)
- Statistics and econometric models, vol. 1, avec Christian Gourieroux, 1995, Cambridge University Press
- Statistics and econometric models, vol. 2,, avec Christian Gouriéroux, 1995, Cambridge University Press
- Time series and dynamic models, avec Christian Gourieroux, 1996 , Cambridge University Press
- Simulation based econometric Methods, avec Christian Gourieroux, 1996, Oxford University Press